# Phyciodes tristis
Phyciodes tristis är en fjärilsart som beskrevs av Cockerell 1913. Phyciodes tristis ingår i släktet Phyciodes och familjen praktfjärilar. Inga underarter finns listade i Catalogue of Life.